# Ellijay
Ellijay és una població dels Estats Units a l'estat de Geòrgia. Segons el cens del 2000 tenia 1.584 habitants.

## Demografia
Segons el cens del 2000, Ellijay tenia 1.584 habitants, 593 habitatges, i 342 famílies. La densitat de població era de 228,2 habitants/km².
Dels 593 habitatges en un 26,8% hi vivien nens de menys de 18 anys, en un 36,1% hi vivien parelles casades, en un 16,5% dones solteres, i en un 42,2% no eren unitats familiars. En el 37,6% dels habitatges hi vivien persones soles el 20,4% de les quals corresponia a persones de 65 anys o més que vivien soles. El nombre mitjà de persones vivint en cada habitatge era de 2,49 i el nombre mitjà de persones que vivien en cada família era de 3,14.
Per edats la població es repartia de la següent manera: un 22,9% tenia menys de 18 anys, un 10,5% entre 18 i 24, un 25% entre 25 i 44, un 19,7% de 45 a 60 i un 21,9% 65 anys o més.
L'edat mediana era de 38 anys. Per cada 100 dones de 18 o més anys hi havia 88,9 homes.
La renda mediana per habitatge era de 22.120 $ i la renda mediana per família de 36.250 $. Els homes tenien una renda mediana de 21.875 $ mentre que les dones 20.469 $. La renda per capita de la població era de 13.740 $. Entorn del 20,3% de les famílies i el 27,5% de la població estaven per davall del llindar de pobresa.

## Poblacions més properes
El següent diagrama mostra les poblacions més properes.